# هوراشيو سايمور جونيور
هوراشيو سايمور جونيور (بالإنجليزية: Horatio Seymour, Jr.)‏ هو مهندس مدني أمريكي، ولد في 8 يناير 1844 في أوتيكا في الولايات المتحدة، وتوفي بنفس المكان في 21 فبراير 1907.